# Boku no Tonari ni Ankoku Hakaishin ga Imasu.
Boku no Tonari ni Ankoku Hakaishin ga Imasu. (ぼくのとなりに暗黒破壊神がいます。?) es una serie de manga escrita por Arata Aki. Se ha serializado en la revista de manga shōjo de Media Factory Monthly Comic Gene desde enero de 2013, y fue recopilada en doce volúmenes tankōbon. Una adaptación a anime producida por EMT Squared se estrenó el 11 de enero de 2020.

## Personajes
Seri Koyuki (小雪芹 Koyuki Seri?)
 Seiyū: Jun Fukuyama : (Anime) :  Seiyū: Takashi Yamazaki  (CD Drama Vomic) 
Kabuto Hanatori (花鳥兜 Hanatori Kabuto?)
 Seiyū: Takeo Ōtsuka (actor de voz) (Anime CD Drama Vomic)
Utsugi Tsukimiya (月宮ウツギ Tsukimiya Utsugi?)
 Seiyū: Masako Nozawa  :  Seiyū: Fairouz Ai (CD Drama Vomic)
Hibiki Kimiya (君屋ひびき Kimiya Hibiki?)
 Seiyū: Akio Ōtsuka (Anime) :  Seiyū: Kōhei Amasaki (CD Drama Vomic)
Kimikage Mogami (最上君影 Mogami Kimikage?)
 Seiyū: Shinnosuke Tachibana
Shikimi Tokimune (時宗樒 Tokimune Shikimi?)
 Seiyū: Kōsuke Toriumi
Kotoko Sumiso (澄楚琴子 Kotoko Sumiso?)
 Seiyū: Kaoru Mizuhara (Anime) :  Seiyū: Asumi Nakada (CD Drama Vomic)
Suzuran Mogami (最上鈴蘭 Mogami Suzuran?)
 Seiyū: Kotono Mitsuishi (Anime) :  Seiyū: Misaki Kuno (CD Drama Vomic)
Aitsu (相津?)
 Seiyū: Toshiki Masuda
Profesor (担任の先生 Tan'nin no Sensei?)
 Seiyū: Junji Majima (Anime) :  Seiyū: Taku Yashiro (CD Drama Vomic)
Cerberus (八重 Yae?)
 Seiyū: Chinatsu Akasaki
Gorio (ゴリ男?)
 Seiyū: Takaya Kuroda
Chikako (ちかこ?)
 Seiyū: Yui Ogura

## Contenido de la obra

### Manga
| N.º | Fecha de lanzamiento    | ISBN original          |
| --- | ----------------------- | ---------------------- |
| 1   | 27 de julio de 2013     | ISBN 978-4-04-066269-5 |
| 2   | 27 de enero de 2014     | ISBN 978-4-04-066258-9 |
| 3   | 26 de julio de 2014     | ISBN 978-4-04-066824-6 |
| 4   | 27 de febrero de 2015   | ISBN 978-4-04-067274-8 |
| 5   | 27 de agosto de 2015    | ISBN 978-4-04-067580-0 |
| 6   | 26 de marzo de 2016     | ISBN 978-4-04-068233-4 |
| 7   | 26 de diciembre de 2016 | ISBN 978-4-04-068807-7 |
| 8   | 26 de agosto de 2017    | ISBN 978-4-04-069362-0 |
| 9   | 27 de febrero de 2018   | ISBN 978-4-04-069712-3 |
| 10  | 25 de octubre de 2018   | ISBN 978-4-04-065193-4 |
| 11  | 27 de noviembre de 2019 | ISBN 978-4-04-064151-5 |
| 12  | 27 de abril de 2020     | ISBN 978-4-04-064495-0 |

### Anime
Se anunció una adaptación a anime en la edición de octubre de la revista Monthly Comic Gene el 15 de septiembre de 2018. La serie es animada por EMT Squared y dirigida por Atsushi Nigorikawa, con Natsuko Takahashi manejando la composición de la serie, Yuki Nakano diseñando los personajes y Kanako Hara componiendo la música. Se estrenó el 11 de enero de 2020 en AT-X, Tokyo MX y BS Fuji, y es transmitida por Crunchyroll. all at once interpreta el tema de apertura de la serie "Take mo 'Chance", mientras que AŌP interpreta el tema de cierre "Freedom de Muda ni Muteki!!" (FREEDOMでムダに無敵!!?). La serie abarca un total de 12 episodios.